# Silkeborg-Voel KFUM
Silkeborg-Voel KFUM är en  dansk handbollsklubb från Silkeborg och Voel, Danmark. Klubbens damlag spelar 2018-2019-säsongen i Damehåndboldligaen och deras hemmaplan är också Jysk Arena, Silkeborg. Damlaget blev degraderade från Damehåndboldligaen  våren 2012 efter en enda säsong i ligan men har sedan återkommit dit och spelar där denna säsong. Herrarna spelar i Håndboldligaen under namnet Bjerringbro-Silkeborg. Herrlaget tog sig upp i Håndboldligaen 1999 och gick samman med Bjerringbro FH 2005 och antog därmed namnet Bjerringbro-Silkeborg-Voel KFUM. Säsongen 2016-2017 var Silkeborg Voel KFUM Danmarks största handbollsklubb mätt efter  antal medlemmar. Klubbens arena där laget  spelar ligger i Silkeborg och heter  JYSK Arena och har en publikkapacitet på 3000 personer 

## Spelare i damlaget 2020-2021[2]
| Nr | Namn                     | Nationalitet | Position    |
| -- | ------------------------ | ------------ | ----------- |
| 1  | Eli Marie Raasok         | Norge        | Målvakt     |
| 2  | Helene Kindberg          | Danmark      | Högernia    |
| 4  | Naja Frøkjær-Jensen      | Danmark      | Mittsexa    |
| 5  | Eira Aune                | Norge        | Vänsternia  |
| 6  | Lea Hansen               | Danmark      | Högersexa   |
| 7  | Hege Bakken Wahlqvist    | Norge        | Vänstersexa |
| 9  | Sofie Bæk Andersen       | Danmark      | Mittnia     |
| 11 | Julie Jensen             | Danmark      | Högernia    |
| 13 | Matilde Kristensen       | Danmark      | Mittsexa    |
| 14 | Louse Hansegaard Ellebæk | Danmark      | Vänsternia  |
| 17 | Annika Jakobsen          | Danmark      | Högersexa   |
| 18 | Natasja Andreasen        | Danmark      | Mittnia     |
| 19 | Anna Lillesø             | Danmark      | Vänstersexa |
| 22 | Stine Bonde              | Danmark      | Målvakt     |
| 24 | Jane Schumacher          | Danmark      | Vänsternia  |
| 97 | Line Skak                | Danmark      | Mittsexa    |

### Bemärkta spelare
- Trine Troelsen (2015-2017)
- Susan Thorsgaard (2006-2008)
- Anne Cecilie de la Cour (2013-2015)
- Louise Lyksborg (2016-2019)
- Freja Cohrt (2015-2017)
- Rikke Iversen (2014-2020)
- Stine Skogrand (2016-2018)
- Michaela Ek (2014-2015)
- Filippa Idéhn (2018-2019, 2021-)